# Rhyacophila relicta
Rhyacophila relicta là một loài Trichoptera trong họ Rhyacophilidae. Chúng phân bố ở miền Cổ bắc.